# 我的英雄學院漫畫章節列表
我的英雄學院漫畫章節列表列出日本漫畫《我的英雄學院》每一話的標題以及刊載期號。相關翻譯使用台灣東立出版社提供的官方譯名。

## 單行本已收錄
- 「卷彩」表示有卷頭彩頁（巻頭カラー）
- 「中彩」表示有中央彩頁（センターカラー）

| 1. 綠谷出久：開端（，Midoriya Izuku: Orijin）（《週刊少年Jump》2014年32號）卷彩 2. 肌肉，動起來吧！（，Unare Kinniku）（2014年33號）中彩 3. 入學測驗（，Nyūshi）（2014年34號） 4. 起跑點（，Sutāto Rain）（2014年35號） 5. 入學，爆發吧！（，Harisakero Nyūgaku）（2014年36號） 6. 做我現在辦得到的事（，Ima, Boku ni Dekiru Koto o）（2014年37·38合併號） 7. 穿上衣服吧？（，Fuku Kiyō?）（2014年39號） |

| 1. 書呆子奮起吧（，Takere Kusonādo）（2014年40號） 2. 笨久vs阿勝（，Deku Bāsasu Kacchan）（2014年41號）中彩 3. 爆豪，屈服吧。（，Orero Bakugō）（2014年42號） 4. 爆豪的起跑點。（，Sutāto Rain, Bakugō no.）（2014年43號） 5. 飯田同學很棒喔，加油！（，Ii zo Ganbare Iida-kun!）（2014年44號） 6. 救助訓…（，Kyūjo Kunre）（2014年45號） 7. 遭遇未知（，Michi to no Sōgū）（2014年46號）中彩 8. VS（，Bui Esu）（2014年47號）中彩 9. 認清敵情（，Omoishire Teki）（2014年48號） 10. GAME OVER（，Gēmu Ōbā）（2014年49號） |

| 1. 英雄們反擊（，Gyakushū no Hīrōzu）（2014年50號） 2. 歐爾麥特（，Ōrumaito）（2014年51號） 3. 職業英雄的世界（，Puro no Sekai）（2014年52號）中彩 4. 各自的心中（，Onoono no Mune ni）（2015年1號） 5. 原來如此啊，御茶子同學（，Sōiu Koto ne Ochako-san）（2015年2號） 6. 運動會，動起來吧（，Unare Taiikusai）（2015年3號）卷彩 7. 龍爭、虎鬥（，Kakeagare Keotoshite）（2015年4·5合併號） 8. 大家都很有個性，真不錯（，Minna Kosei-teki de ii ne）（2015年6·7合併號） 9. 頭號獵物（，Esu-tate Owareru Mi）（2015年8號） |

| 1. 一決勝負的交涉時間（，Tenkawakeme no Kōshō Jikan）（2015年9號） 2. 計策、計策、計策（，Sakusakusaku）（2015年10號） 3. 無人知曉（，Shiraretenai）（2015年11號）中彩 4. 騎馬打仗勝負分曉（，Kibasen Kecchaku）（2015年12號） 5. 誕生時就擁有一切的男孩（，Subete wo Motte Urarete Otoko no Ko）（2015年13號） 6. 愚蠢界的王子，笑吧！（，Warae! Nonsensu-kai no Purinsu）（2015年14號） 7. 心操同學的內心（，Shinsō-kun no Mujō）（2015年15號）中彩 8. 勝負（，Kachimake）（2015年16號）中彩 9. 挑戰者，奮鬥吧！（，Furue! Charenjā）（2015年17號） |

| 1. 爆豪VS麗日（，Bakugō Bāsasu Uraraka）（2015年18號） 2. 綠谷與奮進人（，Midoriya to Endevā）（2015年19號）卷彩 3. 轟VS.綠谷（，Todoroki Bāsasu Midoriya）（2015年20號） 4. 轟 焦凍：開端（，Todoroki Shōto: Origin）（2015年21號） 5. 離巢（，Oya Hanare）（2015年22·23合併號） 6. 飯田同學，加油（，Īda-kun Faito）（2015年24號） 7. 決賽的時刻（，Iza Kesshō）（2015年25號）中彩 8. 轟VS爆豪（，Todoroki Bāsasu Bakugō）（2015年26號） 9. 補假日，休息吧（，Yasume Furikae Kyūjitsu）（2015年27號）中彩 |

| 1. 試著命名的會議（，Namae o Tsukete Miyou no Kai）（2015年28號） 2. 怪奇！經典老爺車現身（，Kaiki! Gurantorino Arawaru）（2015年29號） 3. 蠢蠢欲動（，Ugomeku）（2015年30號） 4. 掌握訣竅（，Tsukame Kotsu）（2015年31號） 5. 綠谷與死柄木（，Midoriya to Shigaraki）（2015年32號） 6. 我要殺了你（，Bukkorosu）（2015年33號） 7. 飯田同學！不行啊，住手（，Dameda Yametoke Īda-kun）（2015年34號） 8. 英雄殺手汙點VS.雄英學生（，Hīrō-goroshi Sutein Bāsasu Eiyū Seito）（2015年35號）卷彩 9. 由轟傳給飯田（，Todoroki kara Īda e）（2015年36號） |

| 1. Re天賦引擎（，Ri-Ingeniumu）（2015年37·38合併號） 2. 分出勝負？（，Shūkyoku?）（2015年39號） 3. 分出勝負（，Kecchaku）（2015年40號）中彩 4. 「英雄殺手汙點」之餘波（，"Hīrō-goroshi Sutein"—Sono Yoha）（2015年41號） 5. 職業體驗結束（，Shokuba Taiken wo Oete）（2015年42號） 6. 了解往事！（，Shire!! Mukashi no Hanashi）（2015年43號） 7. 準備期末考（，Sonaero Kimatsu Tesuto）（2015年44號） 8. 最糟糕的兩人（，Saiaku no Futari）（2015年45號） 9. 爆豪勝己：開端（，Bakugō Katsuki: Origin）（2015年46號）卷彩 |

| 1. 八百萬：成長（，Yaoyorozu: Raijingu）（2015年47號） 2. 課題s（，Kadaizu）（2015年48號） 3. 高牆（，Kabe）（2015年49號） 4. 綠谷的班級觀察記（，Midoriya no Kurasu Kansatsu-ki）（2015年50號） 5. 蛻變吧（，Mukero Hitokawa）（2015年51號） 6. 遇敵（，Enkauntā）（2015年52號） 7. 與綠谷對談（，Intabyū Wizu Midoriya）（2015年53號） 8. 狂野的狂野的少女貓（，Wairudo Wairudo Pusshīkyattsu）（2016年1號） 9. 洸汰小弟弟（，Kōta-kun）（2016年2號） |

| 1. 第二天（，Futsukame）（2016年3·4合併號） 2. Good Evening.（，Guddo Ibuningu）（2016年5·6合併號）中彩 3. 狼煙（，Noroshi）（2016年7號） 4. 賭上性命吧！英雄（，Tose! Hīrō）（2016年8號） 5. 我的英雄（，Boku no Hīrō）（2016年9號）卷彩 6. 可以喔（，Ī yo）（2016年10號） 7. 捲起混亂的漩渦（，Konran Uzumaki）（2016年11號） 8. 揮出鐵拳！！！（，Buchikomu Tekken!!!!）（2016年12號） 9. 爆豪護衛部隊成立（，Hossoku Bakugō Goei Butai）（2016年13號） |

| 1. 情勢驟變（，Ganaru Fūunkyū）（2016年14號） 2. 瞬息萬變！（，Tententen!）（2016年15號） 3. 敗北（，Make）（2016年16號） 4. 由飯田傳給綠谷（，Īda kara Midoriya e）（2016年17號）卷彩 5. 一群笨蛋（，Baka Bakka）（2016年18號） 6. 暴風雨前（，Arashi no Mae）（2016年19號） 7. GEKITOTSU（，Gekitotsu）（2016年20號）中彩 8. 人人為我（，Ōru Fō Wan）（2016年21·22合併號） 9. 一切都是為了你（，Subete wa Hitori no Tame ni）（2016年23號） 番外篇 梅雨的嘓嘓日記（）（2016年17號） |

| 1. 手⋯（，Te o）（2016年24號） 2. 和平的象徵（，Heiwa no Shōchō）（2016年25號）卷彩 3. 我為人人（，Wan Fō Ōru）（2016年26號） 4. 殘火我為人人（，Nokoribi Wan Fō Ōru）（2016年27號） 5. 師徒之間的訊息（，Shitei no Messēji）（2016年28號） 6. 開始的結束 結束的開始（，Hajimari no Owari Owari no Hajimari）（2016年29號） 7. 家庭訪問（，Kazoku Hōmon）（2016年30號）中彩 8. 媽媽要好好地說一說（，Gatsun to Iukara Okāsan）（2016年31號） 9. 進宿舍吧（，Haireryō）（2016年32號） 10. 再見了二位數 接著是三位數（，Sayonara Nikita, Korekara Sanketa）（2016年33號） |

| 1. 創造必殺技（，Amehissatsuwaza）（2016年34號）中彩 2. 發目明這個女孩（，Hatsume Mei to Iu Onna）（2016年35號） 3. 心浮（，Kaisō）（2016年36·37合併號） 4. THE 測驗（，Za Shiken）（2016年38號）中彩 5. 白熱！各自的實力！（，Hakunetsu! Onōno no Jitsuryoku!）（2016年39號） 6. 悄悄逼近的士傑高中（，Haiyoru Shiketsu Kōkō）（2016年40號） 7. 1年A班（，Ichi-nen Ē-gumi）（2016年41號）卷彩 8. 上鳴電氣心想（，Kaminari Denki no Omoukoto）（2016年42號） 9. RUSH！（，Rasshu!）（2016年43號） |

| 1. 救助演練（，Kyūjo Enshū）（2016年44號） 2. 續·救助演練（，Zoku·Kyūjo Enshū）（2016年45號） 3. 暗鬥的開始（，Kusuburi Biginingu，Smoldering Beginning）（2016年46號） 4. 你們在搞什麼鬼啊（，Nani o Shitenda yo）（2016年47號） 5. 考試過後（，Shiken Sonoatoni）（2016年48號） 6. 及格者宣布後（，Gōhi Sonoatoni）（2016年49號）中彩 7. 解放（，Anrīshudo）（2016年50號） 8. 打招呼塔爾塔羅斯（，Aisatsu Tarutarosu）（2016年51號） 9. 跟你的「個性」有關（，Temee no "Kosei" no Hanashida）（2016年52號） 10. 沒有意義的一戰（）（2017年1號） |

| 1. 笨久vs阿勝2（，Deku Bāsasu Kacchan 2）（2017年2·3合併號） 2. 三人（，San'nin）（2017年4·5合併號）卷彩 3. 下半年開學典禮（，Kōki-gyō-shiki）（2017年6號） 4. 邂逅的季節（，Deai no Kisetsu）（2017年7號） 5. 無敵（，Muteki）（2017年8號） 6. 胎動！EP：英雄實習（，Taidō!! Episōdo: Intān）（2017年9號） 7. 翻修（，Ōbāhōru）（2017年10號）中彩 8. 開拓世界吧（，Hirake Sekai）（2017年11號） 9. 夜目爵士、綠谷出久、通形未吏生與歐爾麥特（，Sā Naitoai to Midoriya Izuku to Tōgata Mirio to Ōrumaito）（2017年12號） 10. Boy Meets…（，Bōi Mītsu...）（2017年13號） |

| 1. 壞理（，Eri）（2017年15號） 2. 問出真相（，Kike Shinsō）（2017年16號） 3. 抵抗命運（，Aragau Unmei）（2017年17號）卷彩 4. 計畫（，Keikaku）（2017年18號）中彩 5. 追吧切島（，Oe Kirishima）（2017年19號） 6. 靠毅力啦！Let's啦烈怒賴雄斗（，Gattsuda Rettsura Reddo Raiotto）（2017年20號） 7. 討厭的故事（，Iyana Hanashi）（2017年21·21合併號） 8. 將近！（，Majika）（2017年23號） 9. 阻止吧！（，Soshi seyo!!）（2017年24號） |

| 1. GO！（，Gō!!）（2017年25號） 2. 戰慄！地底迷宮（，Senritsu!! Chika Meikyū）（2017年26號） 3. 三巨頭的食日者（，Biggu 3 no San'ītā）（2017年27號） 4. 八齋眾：BEHIND（，Hassaishū: Bihaindo）（2017年29號） 5. 盾與盾及矛與盾（，Tate to Tate to Hoko to Tate）（2017年30號）卷彩 6. 來決鬥吧！亂波！（，Shōbu shite miyou ya!! Rappa-kun!!）（2017年31號） 7. 烈怒頼雄斗①（，Reddo Raiotto ①）（2017年32號） 8. 烈怒頼雄斗②（，Reddo Raiotto ②）（2017年33號） 9. 借調（，Shukkō）（2017年34號）卷彩 10. Two Guys！（，Tūgaisu!!）（2017年35號） |

| 1. 年輕的Two Guys的煩惱（，Wakaki Tūgaisu no Nayami）（2017年36·37合併號） 2. 別生氣嘛，入中（，Okoranaide yo Irinaka-kun）（2017年38號） 3. 通形未吏生（，Tōgata Mirio）（2017年39號） 4. 通形未吏生！（，Tōgata Mirio!!）（2017年40號） 5. 盧米利昂（，Rumirion）（2017年41號） 6. 變身！（，Henshin!）（2017年42號）中彩 7. 看不見的希望（，Mienai Kibō）（2017年44號） 8. 拯救者、被拯救者、英雄的作為（，Sukuu Hito, Sukuwareru Hito, Hīrō no Shozai）（2017年45號） 9. 被救之人的力量（，Sukuwareru Hito no Chikara）（2017年46號） 10. 無限100%！（，Mugen 100 Pāsento）（2017年47號） |

| 1. 治崎的異常恩情（，Chisaki no Ijōna Onjō）（2017年48號） 2. 結束！（，Shūryō!!!!）（2017年50號） 3. 高速公路（，Kōsokudōro）（2017年51號） 4. 明朗的未來（，Akarui Mirai）（2017年52號） 5. 合適者（，Fusawashiki Mono）（2018年1號） 6. 悶燒之焰（，Kusuburu honō）（2018年2·3合併號）卷彩 7. 早熟小鬼（，Masegaki）（2018年4·5合併號） 8. 掌握小鬼頭的心（，Buratto no kokoro ni katsu）（2018年6號） 9. 溫情交心臨時證照講習（，Hokko Karimen Kōshū）（2018年7號） 10. No.1英雄的起跑線（，Nanbā Wan Hīrō no Sutāto Rain）（2018年8號） |

| 1. 青山奇行篇（，Aoyama kikō-hen）（2018年9號） 2. 校慶（，Bunkasai）（2018年10號）中彩 3. 與壞理一起（，Eri-chan to）（2018年11號） 4. 紳士與拉布拉瓦（，Jentoru to Raburaba）（2018年12號） 5. 校慶就是準備的時候最好玩了對吧①（，Bunkasai tte Junbi shiteru Toki ga Ichiban Tanoshī yone①）（2018年13號） 6. 校慶就是準備的時候最好玩了對吧②（，Bunkasai tte Junbi shiteru Toki ga Ichiban Tanoshī yone②）（2018年14號） 7. Gold Tips Imperial（，Gōrudo Tippusu Inperiaru）（2018年15號） 8. 當天，早上（，Tōjitsu, Asa）（2018年16號） 9. 笨久VS.犯罪紳士（，Deku Bāsasu Jentoru Kuriminaru）（2018年17號）卷彩 10. 在工地現場（，Kensetsu Genba nite）（2018年18號） |

| 1. 拉布拉瓦這個女人（，Raburaba toiu Onna）（2018年19號） 2. 校慶開幕!!（，Kaisai Bunkasai!!）（2018年20號） 3. 不為人知（，Tagatame）（2018年21·22合併號） 4. 為了誰（，Jentoru to Raburaba）（2018年23號） 5. 奔流吧！校慶！（，Tare Nagase! Bunkasai!）（2018年24號） 6. 校慶！最後一天！（，Shūjitsu!! Bunkasai!!）（2018年25號） 7. 英雄告示牌排行榜JP（，JP Hīrō Birubōdo Chāto Jeipī）（2018年26號） 8. 飛翼英雄HAWKS（，Uingu Hīrō Hōkusu）（2018年27號） 9. 奮進人&HAWKS（，Endevā ando Hōkusu）（2018年28號）卷彩 10. 燃燒吧！震撼吧！vs.腦無：高端（，Moeyo Todoroke! Bāsasu Nōmu: Hai-Endo）（2018年29號） 11. 爸爸是No.1英雄（，Chichi wa Nanbā 1 Hīrō）（2018年30號） |

| 1. 他為何屹立不搖（，Kare wa Naze Tachi Tsuzuketa ka）（2018年31號） 2. 開始的…（，Hajimarino）（2018年33號） 3. 火葬·HAWKS·奮進人（，Dabi Hōkusu Endevā）（2018年34號） 4. 轟家（，Todoroki-ke）（2018年35號）卷彩 5. 面影（，Omokage）（2018年36·37合併號） 6. 寒空！雄英高中！（，Samuzora! Yūei Kōkō!）（2018年38號） 7. 衝突！A班VS.B班（，Gekitotsu! Ē-gumi bāsasu Bī-gumi）（2018年39號） 8. 上吧，心操同學！（，Soreike Shinsō-kun!）（2018年40號） 9. 「個性」乒乒乓乓大對轟（，"Kosei" Donpachi Dai-ōshū）（2018年41號） 10. 必要！有時候要搞清楚原地踏步的狀態（，Hitsuyō!! Toki ni wa Ashitome Genjō Haaku!）（2018年42號） 11. 新招即興手術！（，Shin-waza Sokkyō Operēshon!）（2018年43號） 12. 智將！（，Chishō!!）（2018年44號） |

| 1. 放眼未來（，Saki o Misuete）（2018年45號） 2. 第3組（，Daisan Setto）（2018年46號） 3. 柔軟！骨拔柔造！（，Jūnan! Honenuki Jūzō!）（2018年48號） 4. 調校（，Chūningu）（2018年49號） 5. 繞遠路（，Tōmawari）（2018年50號） 6. 第3場勝負分曉（，Daisan Setto Ketchaku）（2018年51號） 7. 先下手為強！（，Sente Hisshō!）（2018年52號） 8. 第4場勝負分曉（，Daiyon Setto Ketchaku）（2019年1號） 9. 第5場開打（，Daigo Setto Sutāto）（2019年2號） 10. 我為人人的夢（，Wan Fō Ōru no Yume）（2019年3號） 11. 繼承者（，Uketsugu Mono）（2019年4·5合併號） 12. 續·繼承者（，Zoku Uketsugu Mono）（2019年6·7合併號） |

| 1. 魂之所在（，Tamashii no Shozai）（2019年8號） 2. 我們的大亂鬥（，Bokura no Dairansen）（2019年9號）卷彩 3. 最終局面！綠谷vs.心操！（，Saishū Kyokumen! Midoriya bāsasu Shinsō!!）（2019年10號） 4. 勝負底定！A班vs.B班（，Ketchaku! Ē-gumi bāsasu Bī-gumi）（2019年11號） 5. 新力量與人人為我（，Atarashī Chikara to Ōru Fō Wan）（2019年12號） 6. 異能解放軍（，Inō Kaihō-gun）（2019年14號） 7. GO！史萊丁豪！（，Gō! Suraidin Gō!）（2019年15號） 8. 我的敵人學院（，Boku no Viran Akademia）（2019年16號） 9. 人人為我的遺產（，Ōru Fō Wan no Okimiyage）（2019年17號） 10. 死柄木弔：Distortion（，Shigaraki Tomura: Disutōshon）（2019年18號） 11. 蟑螂（，Gokiburi）（2019年19號） 12. 再臨祭（，Sairin-sai）（2019年20號） |

| 1. 夜訪吸血鬼（，Intabyū Wizu Vanpaia）（2019年21號） 2. 戀之血（，Koi no Chi）（2019年22·23合併號） 3. 好睏（，Nemui）（2019年24號） 4. 心傷（，Kokoro no kega）（2019年25號） 5. All It Takes Is One Bad Day（，Ōru Itto Teikusu Izu Wan Baddo Dei）（2019年26號） 6. 悲哀的遊行（，Saddo Manzu Parēdo）（2019年27號） 7. 路（，Michi）（2019年28號） 8. 異能與「個性」（，Inō to “Kosei”）（2019年29號） 9. 光明的未來（，Akarui Mirai）（2019年30號） 10. 壞覺（，Kaikaku）（2019年32號） 11. 志村轉弧：開端（，Shimura Tenko: Orijin）（2019年33號）卷彩 |

| 1. 志村轉弧：開端2（，Shimura Tenko: Orijin 2）（2019年34號） 2. 死柄木弔：開端（，Shigaraki Tomura: Orijin）（2019年35號） 3. 解放（，Kaho）（2019年36·37合併號） 4. 繼承人（，Kōkei）（2019年38號） 5. 力量（，Chikara）（2019年39號） 6. 答覆吧！個人採訪（，Ukekotaero! Intabyū）（2019年40號） 7. Merry吧！聖誕節！（，Merire! Kurisumasu!）（2019年41號） 8. 前進！奮進人事務所！（，Iza! Endevā Jimusho!）（2019年42號）卷彩 9. 建議（，Osusume）（2019年44號） 10. 起事（，Kekki）（2019年45號） 11. 訊息（，Messēji）（2019年46號）卷彩 |

| 1. 暢談！現狀！（，Katare! Genjō!）（2019年47號） 2. 按部就班（，Hitotsu hitotsu）（2019年48號） 3. 地獄的轟同學家（，Jigoku no Todoroki-kun-ka）（2019年50號） 4. 尾聲（，Endingu）（2019年51號） 5. 一個禮拜（，Isshūkan）（2019年52號） 6. 無法饒恕者（，Yurusarezarumono）（2020年1號） 7. 白雲（，Shirakumo）（2020年2號）中彩 8. 我比任何人都希望你成為英雄（，Dare Yori mo Omae wa Hīrō ni）（2020年3號）卷彩 9. 想成為英雄（，Hīrō Shibō）（2020年4·5合併號） 10. 天清蔚藍（，Sora, Takaku Gunjō）（2020年6·7合併號） 11. 繼續默默地編織下去吧（，Tsumuge, nanimonode mo naku.）（2020年8號） 12. 夥伴（，Nakama）（2020年9號） |

| 1. 平靜的開始（，Shizukana Hajimari）（2020年10號） 2. 人生的所有（，Jinsei no Subete）（2020年11號） 3. 高端（，Hai Enzu）（2020年12號） 4. No.5的密爾可小姐（，Nanbā 5 no Miruko-san）（2020年14號） 5. 我想跟大家在一起啊——！（，Mina To Itaiyō!!!）（2020年15號） 6. One's Justice（，Wanzu Jasutisu）（2020年16號） 7. 敵人與英雄（，Viran to Hīrō）（2020年17號） 8. Happy Life（，Happīraifu）（2020年18號） 9. 火焰（，Honō）（2020年19號）中彩 |

| 1. SCRAMBLE！（，Sukuranburu）（2020年20號） 2. 三個人一起（，San Ninde）（2020年21·22合併號） 3. 繼承（，Keishō）（2020年23號） 4. 暗雲！（，Anun!!）（2020年24號） 5. 早安！（，Ohayou!）（2020年25號） 6. 破滅的情勢（，Hametsu no Borutēji）（2020年26號） 7. 探查（，Sāchi）（2020年27號） 8. 遇敵2（，Enkauntā 2）（2020年28號） 9. 「作弊啊…！」（，Chīto ga…!）（2020年30號） |

| 1. 那是誰啊（，Dareda yo）（2020年31號） 2. 災害步行（，Saigai u~ōkā）（2020年33·34合併號） 3. 敵人聯軍vs.雄英學生（，Viran Rengō Bui Esu Yūei Sei）（2020年35號）卷彩 4. 烈怒頼雄斗③（，Reddo Raiotto 3）（2020年36·37合併號）中彩 5. PLUS ULTRA（）（2020年38號） 6. 毀滅的腳步聲（，Hakai no Ashiato）（2020年39號） 7. 75（，Nanajūgo）（2020年40號） 8. 蔚藍之戰（，Gunjō Batoru）（2020年42號） 9. 爆豪勝己：RISING（，Bakugō Katsuki : Raijingu）（2020年43號） |

| 1. 我們心中的人（，Bokura no Naka no Hito）（2020年44號） 2. 錯誤（，Machigai）（2020年45號） 3. 拯救武男！（，Tasukedase!! Takeo-san）（2020年46號） 4. 坦蕩蕩與悶葫蘆（，Akesuke-chan to shimattoku-chan）（2020年48號） 5. 火葬之舞（，Dabi Dansu）（2020年49號） 6. 感謝你一直像這樣活得這麼好（，Genki deite kurete arigatō）（2020年50號） 7. 一絲希望們（，Ichiru no Kibō-tachi）（2020年52號） 8. 英雄飽和社會（，Hīrō hōwa shakai）（2021年1號）卷彩 9. 最後一關（，Rasuto Sutēji）（2021年2號） 10. 煩人（，Shitsukoi）（2021年3·4合併號） |

| 1. 極度，地獄（，Gokukoku, Jigoku）（2021年5·6合併號） 2. 塔爾塔羅斯（，Tarutarosu）（2021年7號） 3. 崩毀的聲音（，Kuzure Yuku Oto）（2021年8號） 4. 看起來很難受的那種國片（，Hōga no Tsurai Yatsu）（2021年9號） 5. 地獄的轟同學家2（，Jigoku no Todoroki-kun-chi 2）（2021年10號） 6. 用火不慎 前篇（，Hi no Fushimatsu Zenpen）（2021年11號） 7. 用火不慎 後篇（，Hi no Fushimatsu Kōhen）（2021年12號） 8. TOP3（，Toppu Surī）（2021年13號） 9. 綠谷出久與八木俊典（，Midoriya Izuku to Yagi Toshinori）（2021年14號） 10. 綠谷出久與死柄木弔（，Midoriya Izuku to Shigaraki Tomura）（2021年15號） 11. 終章開幕（，Shūshō Kaimaku）（2021年16號）卷彩 |

| 1. 好久不見（，O Hisa!!）（2021年17號） 2. 全力！（，Zenryoku!!）（2021年19號） 3. 沒辦法繼續當個孩子（，Kodomo ja Irarenai）（2021年20號） 4. 師與徒（，Shi to Deshi）（2021年21·22合併號）中彩 5. 來了！（，Kita!!）（2021年23號） 6. 刺客（，Shikaku）（2021年24號） 7. 高速移動長距離砲台（，Kōsoku Idō Chōkyori Hōdai）（2021年25號） 8. 美麗的女神納干（，Uruwashiki Redi Nagan）（2021年26號） 9. 好聽話（，Kirei Goto）（2021年27號） 10. THE NEXT（）（2021年28號） 11. 傷、血、泥（，Kizu, Chi, Doro）（2021年29號） 12. 沒頭沒腦（，Yamikumo）（2021年30號） |

| 1. 朋友們（，Tomodachi）（2021年32號）中彩 2. 笨九VS.A班（，Deku Bāsasu Ē-gumi）（2021年33·34合併號）中彩 3. 從A班到OFA（，Ē-Gumi kara Wan Fō Ōru e）（2021年35號）卷彩 4. 大•爆•殺•神 DYNAMITE（，Daibakusatsu-Shin Dainamaito）（2021年36·37合併號） 5. 一步（，Ippo）（2021年38號） 6. 未成年的主張（，Miseinen no Shuchō）（2021年39號） 7. 串聯起來的OFA（，Tsunagaru Wan Fō Ōru）（2021年40號） 8. 你是誰（，Omae wa Dareda）（2021年42號） 9. REST！（，Resuto!!!）（2021年43號） 10. 串聯、串聯（，Tsunagaru Tsunagaru）（2021年44號） |

| 1. 歐美巔峰！遠勝其他人的超強傢伙（，Ōbei Girigiri!! Butchigiri no Sugoi Yatsu）（2021年45号） 2. 我與我（，Ore to Boku）（2021年46号） 3. 美國（，Amerika）（2021年48号） 4. 新型極音速洲際彈道飛彈（，Shingata Gokuchōonsoku Tairiku-kan Junkō）（2021年49号） 5. 亡靈（，Bōrei）（2021年50号） 6. 遺產（，Oki Miyage）（2021年51号） 7. 受精卵（，Yūseiran）（2021年52号） 8. 敵人（，Viran）（2022年1号）卷彩 9. 將拋棄式的人生…（，Tsukaisute no Jinsei o）（2022年2号） 10. 在大家成為英雄之前的故事①（，Min'na ga Hīrō ni naru made no Monogatari ①）（2022年3·4合併号） 11. 在大家成為英雄之前的故事②（，Min'na ga Hīrō ni naru made no Monogatari ②）（2022年5·6合併号） |

| 1. 在大家成為英雄之前的故事③（，Min'na ga Hīrō ni naru made no Monogatari ③）（2022年7号） 2. 在大家成為英雄之前的故事-①（，Min'na ga Hīrō ni naru made no Monogatari Mainasu ①）（2022年8号） 3. 暴風雨前的超級寧靜（，Arashi no Mae no Chō Shizukesa）（2022年10号） 4. Let you down（，Retto Yū Daun）（2022年11号） 5. 主角（，Shuyaku）（2022年12号） 6. DIVISION（，Divijon）（2022年13号） 7. 超級究極吃屎吧關卡（，Sūpā Haipā Kuso Hame Sutēji）（2022年14号） 8. INFLATION（，Infurēshon）（2022年15号） 9. 失戀（，Shitsuren）（2022年16号） 10. BATTLE FLAME（，Batoru Furēmu）（2022年17号）中彩 11. 緣（，En）（2022年19号） |

| 1. 兩個赫灼（，Futatsu no Kakushaku）（2022年21·22合併号） 2. 必殺技（，Hissatsuwaza）（2022年24号） 3. ENDEAVOR（）（2022年25号）中彩 4. 就在這裡！（，Kokoda!!）（2022年26号） 5. EXTRAS（）（2022年27号） 6. 關於敵人（，Teki ni Tsuite）（2022年29号） 7. 燒身照命！受傷的英雄（，Shōshin Shōmei!! Teoi no Hīrō）（2022年30号） 8. 更進一步的男人（，Chotto Susunda Otoko）（2022年31号） 9. 學舍（，Manabiya）（2022年33号）卷彩 10. 即使如此（，Soredemo）（2022年34号） 11. 異變（，Ihen）（2022年35号） 12. Light Fades To Rain（）（2022年36·37合併号） |

| 1. 防禦者與侵略者（，Fusegumono to Okasumono）（2022年38号） 2. 為了什麼而運用力量（，Nannotameni chikara o tsukau）（2022年39号） 3. No.4與No.5（，Nanbā fō to Nanbā faibu）（2022年40号） 4. 桃子（，Momo）（2022年42号） 5. 笨久VS.AFO（，Deku Bāsasu Ōru Fō Wan）（2022年43號）卷彩 6. 怒吼吧OFA（，Unare Wan Fō Ōru）（2022年44號）中彩 7. 一連串歲月（，Tsuranaru Seisō）（2022年45號） 8. HIStory（）（2022年47號） 9. 跟障子一起。（，Shōji-kun to Issho）（2022年48號） 10. NAKED（）（2022年49號） 11. FRIENDS（）（2022年51號）中彩 12. Butterfly Effect（）（2022年52號） |

| 1. 亂七八糟（，Mechakucha）（2023年2號） 2. 花遇暴風（，Hana ni Arashi）（2023年4·5合併號）卷彩 3. 至今為止的一連串經歷（，Koko ni Itaru made no Tsuranari）（2023年6·7合併號） 4. 在大家成為英雄之前的故事④（，Min'na ga Hīrō ni naru made no Monogatari ④）（2023年8號） 5. hopes（）（2023年9號）中彩 6. 千一※（，Kan'ichi）（2023年12號） 7. 黑暗（，Yami）（2023年13號） 8. 不會讓你去！（，Ika Senai!!）（2023年14號） 9. 小小的心（，Chīsana Kokoro）（2023年17號） 10. It's A Small World（）（2023年18號） 11. 年輕的衝動（，Wakaki Shōdō）（2023年20號） 12. I AM HERE（）（2023年21·22合併號） |

| 1. 肉凍（，Nikogori）（2023年23號） 2. 燈矢（，Tōya）（2023年24號） 3. 安心與祈禱（，Anshin to Inori）（2023年25號）中彩 4. 轟焦凍：RISING（，Todoroki Shōto: Raijingu）（2023年27號） 5. 抗拒的世界（，Kobanda Sekai）（2023年29號） 6. Villain名（，Viran Mei）（2023年30號） 7. 少女的自私（，Shōjo no Ego）（2023年32號） 8. 麗日御茶子vs.渡我被身子（，Uraraka Ochako Bāsasu Toga Himiko）（2023年33號）卷彩 9. 在幸福之上（，Shiawase no Ue ni）（2023年34號） 10. 沒有「個性」的戰鬥（，"Kosei" naki Tatakai）（2023年36·37合併號） 11. 撿垃圾（，Gomihiroi）（2023年38號） 12. 八木俊典：RISING 開端（，Yagi Toshinori: Raijinguorijin）（2023年39號） |

| 1. 有機交流電燈（，Yūki Kōryū Dentō）（2023年40號） 2. 將極限…（，Genkai o）（2023年42號） 3. THE LUNATIC（）（2023年43號） 4. THE·TEARFUL DAYS（）（2023年44號） 5. The End of An Era, And—（）（2023年46號）卷彩 6. 我最喜歡你了！歐爾麥特！（，Daisuki!! Ōru Maito!!）（2023年47號） 7. 大魔王！（，Rasubosu!!）（2023年48號） 8. 掌握吧！你的「個性」（，Tsukame!! Omae no “kosei”）（2023年50號） 9. 超常遺兒（，Chōjō iji）（2023年51號） 10. 努努！GANRIKI（，Yumeyume!! GANRIKI）（2024年1號） 11. 「個性」！爆破！（，“kosei”!! Bakuha!!）（2024年2號） 12. 永別了！人人為我（，Saraba! Ōru Fō Wan）（2024年4·5合併號） |

| 1. 史上最糟的敵人（，Shijō sai Waru no Viran）（2024年6·7合併號） 2. 史上最狂的英雄（，Shijō sai Kyō no Hīrō）（2024年8號） 3. 鉛塊（，Namari no Katamari）（2024年9號） 4. 覆蓋（，Ōbārei）（2024年12號） 5. 拒絕（，Kyozetsu）（2024年13號） 6. 撬開吧！綠谷出久！（，Kojiakero! Midoriya Izuku!!）（2024年15號） 7. 志村（，Shimura）（2024年16號） 8. 小小的心（，Chīsana Kokoro）（2024年18號） 9. DESIGN（）（2024年19號）卷彩 10. 來自相澤老弟（，Aizawa kun Kara）（2024年20號） 11. WE ARE HERE（）（2024年22·23合併號） 12. 綠谷出久：RISING（，Midoriya Izuku: Raijingu）（2024年24號） |

| 1. OFAvsAFO（，Wan Fō Ōru Bāsasu Ōru Fō Wan）（2024年25號） 2. EPILOGUE（，Epirōgu）（2024年27號） 3. 來錯季節的（，Kisetsuhazure no）（2024年28號） 4. 地獄的轟家·FINAL（，Jigoku no Todoroki-kun-chi Fainaru）（2024年31號） 5. 死柄木弔是怎麼樣的人？（，Shigaraki Tomura Towa Nan Datta No Ka）（2024年32號） 6. 喜歡笑容的女孩子（，Egao Ga Sukina Onna No Ko）（2024年34號） 7. 我來了！（，Watashi ga Kita!）（2024年35號）卷彩 8. 我的英雄學院（，Boku no Hīrō Akademia）（2024年36·37合併號）中彩 9. More（）（單行本加筆） |

## 備註
1. ↑  刊載於《週刊少年Jump》時的標題是「烈怒頼雄斗（Reddo Raiotto）」。
2. ↑  刊載於《寶島少年》時的譯名是「在大家成為英雄前的故事」，下同。
3. ↑  刊載於《寶島少年》時的譯名是「超級究極糞陷阱關」。
4. ↑  刊載於《寶島少年》時的譯名是「INFLATION」，標註了「通貨膨脹」。
5. ↑  刊載於《寶島少年》時的譯名是「桃」。
6. ↑  刊載於《寶島少年》時的譯名是「笨久VSAFO」。
7. ↑  刊載於《寶島少年》時的譯名是「一連串的歲月」。
8. ↑  刊載於《寶島少年》時的譯名是「跟障子一起」。
9. ↑  刊載於《寶島少年》時的譯名是「Butterfly Effect」，標註了「蝴蝶效應」。
10. ↑  刊載於《寶島少年》時的譯名是「一路至此的一連串經歷」。
11. ↑  《寶島少年》2023年10號將標題誤植為「在大家成為英雄前的故事③」。
12. ↑  ※「千鈞一髮」的簡稱。
13. ↑  刊載於《寶島少年》時的譯名是「我不會讓你去！」。
14. ↑  刊載於《寶島少年》時的譯名是「敵人名」。
15. ↑  刊載於《寶島少年》時的譯名是「麗日御茶子VS渡我被身子」。
16. ↑  刊載於《寶島少年》時的譯名是「八木俊典：RISING ORIGIN」。
17. ↑  刊載於《週刊少年Jump》時的標題是「The End of An Era, And— The Beginning”」。